# بني عباد (بني مطر)

تعديل مصدري - تعديل

بني عباد هي إحدى قرى عزلة بني قيس بمديرية بني مطر التابعة لمحافظة صنعاء، بلغ تعداد سكانها 391 نسمة حسب تعداد اليمن لعام 2004.